# Randy Couture
Randall Duane Couture (Everett, 22 giugno 1963) è un ex artista marziale misto, ex lottatore e attore statunitense.
Considerato uno dei pionieri delle MMA e una delle figure più importanti di questo sport, Couture è stato per tre volte campione dei pesi massimi UFC, due volte campione dei pesi mediomassimi UFC e ha vinto il torneo UFC 13; è l'atleta con il maggior numero di titoli mondiali nella storia della federazione, l'atleta più anziano a vincere un titolo mondiale e il primo ad aver trionfato in due diverse categorie di peso. Ha fatto anche da allenatore nelle prime stagioni dei reality show The Ultimate Fighter e Fight Master: Bellator MMA. Tra il 1997 e il 2001 ha combattuto diversi incontri in Giappone, lottando anche nella promozione RINGS.
Ha un record di carriera non eccezionale (19 vittorie e 11 sconfitte) dovuto al fatto che ha sempre combattuto a livelli molto elevati: Couture detiene infatti il record di incontri per un titolo UFC nel ruolo di sfidante, otto. Nella lotta greco-romana vanta due medaglie d'oro vinte entrambe nel 1991, una vinta ai giochi panamericani di L'Avana e una ai campionati panamericani; è stato inoltre per tre volte una riserva della nazionale olimpica statunitense.
Come attore è noto per aver recitato in tutti i film della serie I mercenari, cominciata con I mercenari - The Expendables (2010) e proseguita con I mercenari 2 (2012), I mercenari 3 (2014) e I mercenari 4 (2023).

## Carriera nelle arti marziali miste
Couture ha combattuto all'Alderwood Middle School a Lynnwood, Washington e poi si è spostato alla Lynnwood High School, dove ha vinto un campionato di Stato durante il suo anno da senior. Ha servito l'esercito dal 1982 al 1988. Nel 1991 vinse la medaglia d'oro ai Pan American Games nella lotta greco-romana, categoria 90 kg. Finito il periodo nell'esercito insegnò lotta fino a quando venne contattato per partecipare ad un evento (UFC) nelle arti marziali miste.

## Vita privata
Couture è stato sposato con Sharon, Tricia, e Kim Couture; da quest'ultima ha presentato istanza di divorzio. Ha tre figli, i figli Ryan e Caden e la figlia Aimee, in aggiunta ha un figliastro. Si identifica con il Partito Repubblicano, ma ha scelto di non appoggiare un candidato ufficialmente nelle elezioni presidenziali statunitensi del 2008.
Il figlio Ryan Couture è un lottatore professionista di MMA in forza all'organizzazione Bellator dopo un inizio di carriera in Strikeforce ed in seguito in UFC. Anche l'ex moglie Kim Couture (nata Kimberly Joy Borrego) ha anch'essa un passato nella Strikeforce.

## Risultati nelle arti marziali miste
| Risult.   | Punti | Avversario               | Metodo                                   | Evento                            | Data              | Round | Tempo | Luogo                      | Note                                                 |
| --------- | ----- | ------------------------ | ---------------------------------------- | --------------------------------- | ----------------- | ----- | ----- | -------------------------- | ---------------------------------------------------- |
| Sconfitta | 19–11 | Lyoto Machida            | KO (calcio frontale)                     | UFC 129: St-Pierre vs. Shields    | 30 aprile 2011    | 2     | 1:02  | Toronto, Canada            |                                                      |
| Vittoria  | 19-10 | James Toney              | Sottomissione (triangolo di braccio)     | UFC 118: Edgar vs. Penn 2         | 28 agosto 2010    | 1     | 3:19  | Boston, Stati Uniti        | Incontro di Pesi Massimi                             |
| Vittoria  | 18-10 | Mark Coleman             | Sottomissione tecnica (rear naked choke) | UFC 109: Relentless               | 6 febbraio 2010   | 2     | 1:09  | Las Vegas, Stati Uniti     |                                                      |
| Vittoria  | 17–10 | Brandon Vera             | Decisione (unanime)                      | UFC 105: Couture vs. Vera         | 14 novembre 2009  | 3     | 5:00  | Manchester, Regno Unito    | Passa ai Pesi Mediomassimi                           |
| Sconfitta | 16–10 | Antônio Rodrigo Nogueira | Decisione (unanime)                      | UFC 102: Couture vs. Nogueira     | 29 agosto 2009    | 3     | 5:00  | Portland, Stati Uniti      |                                                      |
| Sconfitta | 16–9  | Brock Lesnar             | KO Tecnico (pugni)                       | UFC 91: Couture vs. Lesnar        | 15 novembre 2008  | 2     | 3:07  | Las Vegas, Stati Uniti     | Perde il titolo dei Pesi Massimi UFC                 |
| Vittoria  | 16–8  | Gabriel Gonzaga          | KO Tecnico (pugni)                       | UFC 74: Respect                   | 25 agosto 2007    | 3     | 1:37  | Las Vegas, Stati Uniti     | Difende il titolo dei Pesi Massimi UFC               |
| Vittoria  | 15–8  | Tim Sylvia               | Decisione (unanime)                      | UFC 68: The Uprising              | 3 marzo 2007      | 5     | 5:00  | Columbus, Stati Uniti      | Vince il titolo dei Pesi Massimi UFC                 |
| Sconfitta | 14–8  | Chuck Liddell            | KO Tecnico (pugni)                       | UFC 57: Liddell vs. Couture 3     | 4 febbraio 2006   | 3     | 1:28  | Las Vegas, Stati Uniti     | Per il titolo dei Pesi Mediomassimi UFC              |
| Vittoria  | 14–7  | Mike Van Arsdale         | Sottomissione (anaconda choke)           | UFC 54: Boiling Point             | 20 agosto 2005    | 3     | 0:52  | Las Vegas, Stati Uniti     |                                                      |
| Sconfitta | 13–7  | Chuck Liddell            | KO (pugni)                               | UFC 52: Couture vs. Liddell 2     | 16 aprile 2005    | 1     | 2:06  | Las Vegas, Stati Uniti     | Perde il titolo dei Pesi Mediomassimi UFC            |
| Vittoria  | 13–6  | Vítor Belfort            | KO Tecnico (stop medico)                 | UFC 49: Unfinished Business       | 21 agosto 2004    | 3     | 5:00  | Las Vegas, Stati Uniti     | Vince il titolo dei Pesi Mediomassimi UFC            |
| Sconfitta | 12–6  | Vítor Belfort            | KO Tecnico (stop medico)                 | UFC 46: Supernatural              | 31 gennaio 2004   | 1     | 0:49  | Las Vegas, Stati Uniti     | Perde il titolo dei Pesi Mediomassimi UFC            |
| Vittoria  | 12–5  | Tito Ortiz               | Decisione (unanime)                      | UFC 44: Undisputed                | 26 settembre 2003 | 5     | 5:00  | Las Vegas, Stati Uniti     | Vince il titolo dei Pesi Mediomassimi UFC            |
| Vittoria  | 11–5  | Chuck Liddell            | KO Tecnico (pugni)                       | UFC 43: Meltdown                  | 6 giugno 2003     | 3     | 2:40  | Las Vegas, Stati Uniti     | Vince il titolo dei Pesi Mediomassimi UFC ad Interim |
| Sconfitta | 10–5  | Ricco Rodriguez          | KO Tecnico (sottomissione alle gomitate) | UFC 39: The Warriors Return       | 27 settembre 2002 | 5     | 3:04  | Montville, Stati Uniti     | Per il titolo dei Pesi Massimi UFC                   |
| Sconfitta | 10–4  | Josh Barnett             | KO Tecnico (pugni)                       | UFC 36: Worlds Collide            | 22 marzo 2002     | 2     | 4:35  | Las Vegas, Stati Uniti     | Perde il titolo dei Pesi Massimi UFC                 |
| Vittoria  | 10–3  | Pedro Rizzo              | KO Tecnico (pugni)                       | UFC 34: High Voltage              | 2 novembre 2001   | 3     | 1:38  | Las Vegas, Stati Uniti     | Difende il titolo dei Pesi Massimi UFC               |
| Vittoria  | 9–3   | Pedro Rizzo              | Decisione (unanime)                      | UFC 31: Locked and Loaded         | 4 maggio 2001     | 5     | 5:00  | Atlantic City, Stati Uniti | Difende il titolo dei Pesi Massimi UFC               |
| Sconfitta | 8–3   | Valentijn Overeem        | Sottomissione (ghigliottina)             | Rings: King of Kings 2000 Final   | 24 febbraio 2001  | 1     | 0:56  | Tokyo, Giappone            | Torneo King of Kings 2000, Semifinale                |
| Vittoria  | 8–2   | Tsuyoshi Kohsaka         | Decisione (unanime)                      | Rings: King of Kings 2000 Final   | 24 febbraio 2001  | 2     | 5:00  | Tokyo, Giappone            | Torneo King of Kings 2000, Quarti di finale          |
| Vittoria  | 7–2   | Kevin Randleman          | KO Tecnico (pugni)                       | UFC 28: High Stakes               | 17 novembre 2000  | 3     | 4:13  | Atlantic City, Stati Uniti | Vince il titolo dei Pesi Massimi UFC                 |
| Vittoria  | 6–2   | Ryushi Yanagisawa        | Decisione (maggioranza)                  | Rings: King of Kings 2000 Block A | 9 ottobre 2000    | 2     | 5:00  | Tokyo, Giappone            | Torneo King of Kings 2000, Secondo turno             |
| Vittoria  | 5–2   | Jeremy Horn              | Decisione (unanime)                      | Rings: King of Kings 2000 Block A | 9 ottobre 2000    | 3     | 5:00  | Tokyo, Giappone            | Torneo King of Kings 2000, Primo turno               |
| Sconfitta | 4–2   | Mikhail Ilyukhin         | Sottomissione (kimura)                   | Rings: Rise 1st                   | 20 marzo 1999     | 1     | 7:43  | Giappone                   | Debutto in RINGS                                     |
| Sconfitta | 4–1   | Enson Inoue              | Sottomissione (armbar)                   | Vale Tudo Japan 1998              | 25 ottobre 1998   | 1     | 1:39  | Tokyo, Giappone            |                                                      |
| Vittoria  | 4–0   | Maurice Smith            | Decisione (maggioranza)                  | UFC Ultimate Japan                | 21 dicembre 1997  | 1     | 21:00 | Yokohama, Giappone         | Vince il titolo dei Pesi Massimi UFC                 |
| Vittoria  | 3–0   | Vítor Belfort            | KO Tecnico (pugni)                       | UFC 15: Collision Course          | 17 ottobre 1997   | 1     | 8:17  | Bay St. Louis, Stati Uniti |                                                      |
| Vittoria  | 2–0   | Steven Graham            | KO Tecnico (pugni)                       | UFC 13: The Ultimate Force        | 30 maggio 1997    | 1     | 3:13  | Augusta, Stati Uniti       | Vince il torneo dei Pesi Massimi UFC 13              |
| Vittoria  | 1–0   | Tony Halme               | Sottomissione (rear naked choke)         | UFC 13: The Ultimate Force        | 30 maggio 1997    | 1     | 1:00  | Augusta, Stati Uniti       | Torneo dei Pesi Massimi UFC 13, Semifinale           |

## Filmografia

### Cinema
- Amici × la morte, regia di Andrzej Bartkowiak (2003)
- No Rules, regia di Gerry Anderson (2005)
- Today You Die, regia di Don E. Fauntleroy (2005)
- Imbattibile, regia di Ericson Core (2006)
- Big Stan, regia di Rob Schneider (2007)
- Redbelt, regia di David Mamet (2008)
- Il Re Scorpione 2 - Il destino di un guerriero, regia di Russell Mulcahy (2008)
- I mercenari - The Expendables, regia di Sylvester Stallone (2010)
- Setup, regia di Mike Gunther (2011)
- Hijacked, regia di Brandon Nutt (2012)
- I mercenari 2, regia di Simon West (2012)
- 3 Geezers!, regia di Michelle Schumacher (2013)
- Hard Rush, regia di Giorgio Serafini (2013)
- Distant Shore, regia di Dominic James (2013)
- I mercenari 3 (The Expendables 3), regia di Patrick Hughes (2014)
- Stretch - Guida o muori (Stretch), regia di Joe Carnahan (2014)
- Good Kids, regia di Chris McCoy (2016)
- The Row, regia di Matty Beckerman (2018)
- Treasure Hunter: Legend of the White Witch, regia di Ken Barbet (2018)
- The Hard Way, regia di Keoni Waxman (2019)
- D-Day, regia di Nick Lyon (2019)
- The Protector, regia di Justin Lee (2020)
- Alpha Code, regia di Keoni Waxman (2020)
- The Manson Brothers Midnight Zombie Massacre, regia di Max Martini (2021)
- MVP, regia di Nate Boyer (2022)
- Demon Pit, regia di Lance Kawas (2022)
- Blowback, regia di Tibor Takács (2022)
- I mercenari 4 - Expendables (Expend4bles), regia di Scott Waugh (2023)

### Televisione
- The Roots of Fight - serie TV, 4 episodi (2012-2013)
- Hawaii Five-0 - serie TV, 4 episodi  (2015-2018)
- Ballers - serie TV, 2 episodi (2019)
- Surviving Mann serie TV (2023)
- NCIS: Los Angeles - serie TV, 2 episodi (2023)

## Doppiatori italiani
Nelle versioni in italiano delle opere in cui ha recitato, Randy Couture è stato doppiato da:
- Paolo Marchese in Setup, I mercenari 2, I mercenari 3, I mercenari 4 - Expendables
- Diego Reggente in I mercenari - The Expendables
- Alessandro Ballico in Il Re Scorpione 2 - Il destino di un guerriero
- Giorgio Locuratolo in Redbelt